# Wahlschuld
Die Wahlschuld bezeichnet im deutschen Privatrecht eine Verpflichtung (Schuld), die sich auf mehrere verschiedene Einzelleistungen richtet, wobei der Schuldner im Zweifel das Wahlrecht hat, welche Verpflichtung tatsächlich zu erfüllen ist. Die Wahlschuld / Wahlrecht ist gem. § 262 BGB definiert.
Mit anderen Worten wird der Schuldner nur zu einer Leistung verpflichtet. Welche der möglichen Leistungen von ihm letztlich zu erbringen ist, wird später bestimmt, im Zweifel steht das Wahlrecht dem Schuldner zu. Die Wahl wirkt im deutschen Privatrecht dabei gem. § 263 Abs. 2 BGB auf den Entstehungszeitpunkt der Verpflichtung zurück, sie gilt als die von Anfang an allein geschuldete.
Die Wahlschuld wird häufig in der betrieblichen Altersvorsorge (bAV) über die arbeitsrechtliche Vereinbarung einer Versorgungszusage zur Erfüllung von Versorgungsleistungen verwendet.